# Provincia de Lâm Đồng
Lam Dong (en vietnamita: Lâm Đồng) es una de las provincias que conforman la organización territorial de la República Socialista de Vietnam.

## Geografía
Lam Dong se localiza en la región de las Tierras Altas Centrales. La provincia mencionada posee una extensión de territorio que abarca una superficie de 9.764,8 kilómetros cuadrados.

## Demografía
La población de esta división administrativa es de 1.161.000 personas (según las cifras del censo realizado en el año 2005). Estos datos arrojan que la densidad poblacional de esta provincia es de 118,90 habitantes por cada kilómetro cuadrado.
- Datos: Q36721
- Multimedia: Lam Dong / Q36721